# Bradypus tridactylus
Il bradipo tridattilo (Bradypus tridactylus Linnaeus, 1758) è una specie di bradipo che abita la volta delle foreste pluviali dall'America centrale al Brasile e all'Argentina settentrionale. È, come tutti i bradipi, parte dell'ordine Pelosi. È il mammifero più lento sulla terra, con una velocità massima compresa tra 0,1 e 0,16 km/h.
Presenta coda ridottissima ed orecchio esterno quasi assente. Il naso è nero e camuso. La pelliccia è ruvida, folta e grigiastra, ma grazie ad un'alga simbionte può assumere tonalità verdastre che tornano utili all'animale per mimetizzarsi. I maschi adulti di questa specie, inoltre, presentano un disegno giallo o arancio al centro della schiena.
Le zampe anteriori sono lunghe circa il doppio delle posteriori e tutte e quattro le zampe presentano tre unghioni leggermente incurvati, con l'unghia centrale più lunga delle altre due. Queste unghie vengono usate per scalare gli alberi, ma possono diventare efficienti armi di difesa in situazioni critiche di pericolo. La curvatura delle unghie consente inoltre al bradipo di dormire a testa in giù, nella posizione in cui è famoso nell'immaginario collettivo: addirittura questo animale può restare sospeso a un ramo anche per alcuni giorni dopo la morte.
Le femmine possiedono due mammelle sul petto.
Il collo, a differenza della stragrande maggioranza dei mammiferi, possiede 9 vertebre anziché 7, caratteristica questa che conferisce un'estrema mobilità alla testa.
Il bradipo tridattilo raggiunge una lunghezza compresa fra i 60 e i 75 cm, e un peso attorno ai 15-20 Kg.

## Alimentazione
Si nutre quasi esclusivamente di foglie, fiori e germogli di Cecropia.

## Riproduzione
La femmina, dopo una gestazione di circa 6 mesi, dà alla luce un solo piccolo che rimane con essa per un mese.